# Turnera harleyi
Turnera harleyi är en passionsblomsväxtart som beskrevs av M.M. Arbo. Turnera harleyi ingår i släktet Turnera och familjen passionsblomsväxter. Inga underarter finns listade i Catalogue of Life.